# Sida fallax
Sida fallax är en malvaväxtart som beskrevs av Wilhelm Gerhard Walpers. Sida fallax ingår i släktet sammetsmalvor, och familjen malvaväxter. Inga underarter finns listade i Catalogue of Life.

## Bildgalleri

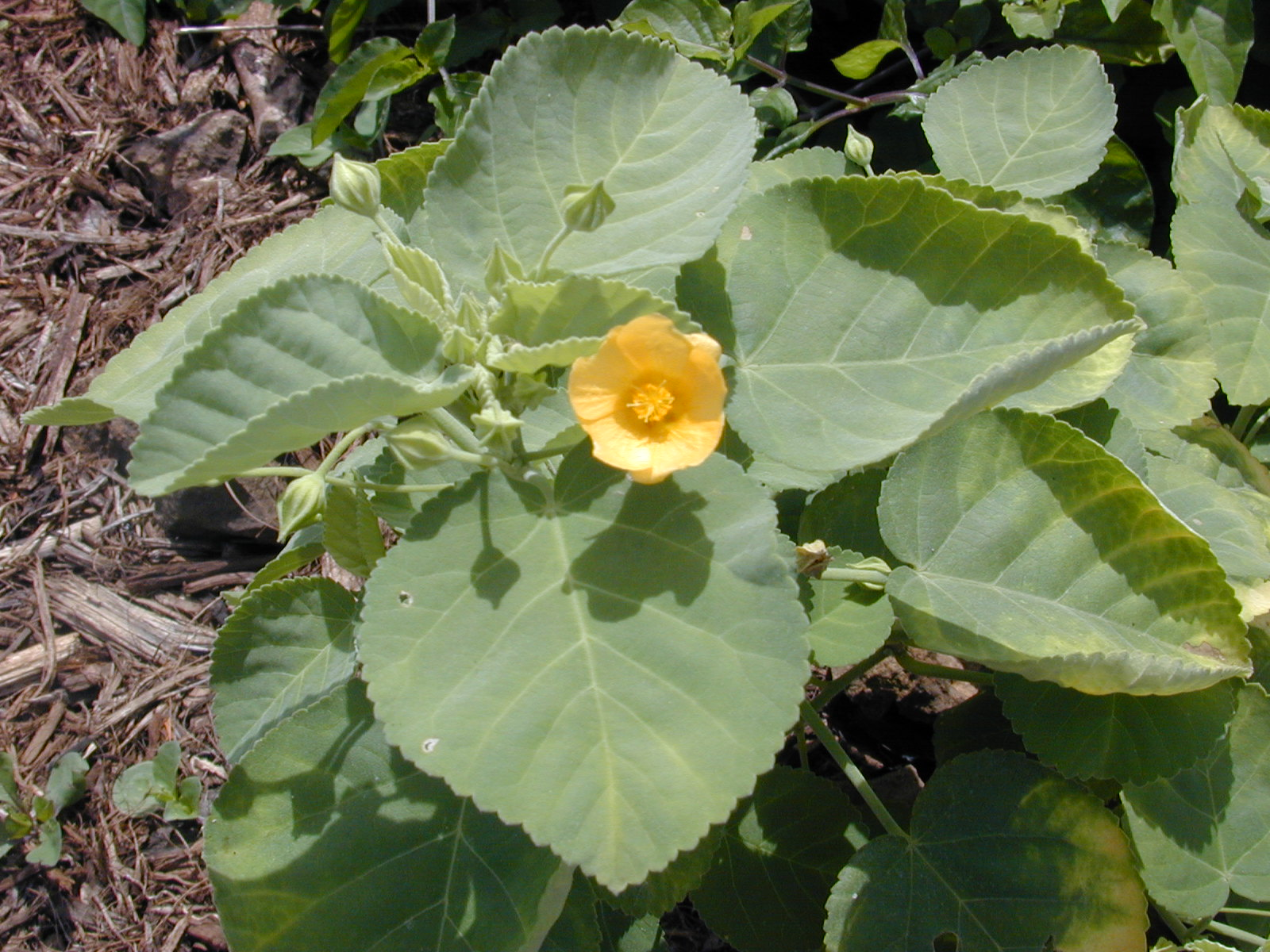
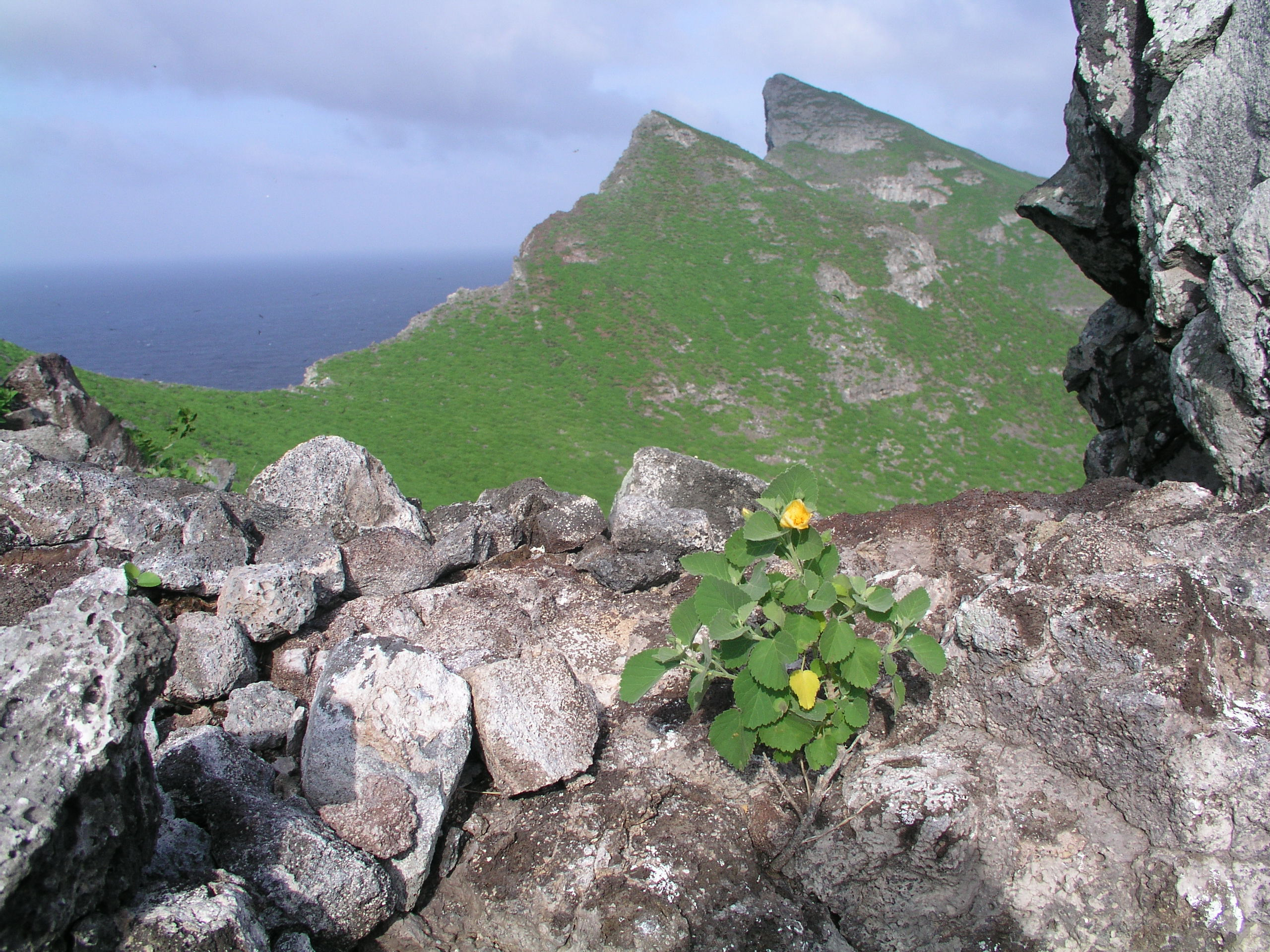